# 日本人名
日本人名，又稱和名，由家族姓氏（／ Myōji），以及個人名（／ Namae）組成。一般由一至四個漢字所組成。在日語和漢語中，姓氏在前，名在後；使用西方語言或轉寫成拉丁字母時，大多依西方慣例，名在前，姓氏在後。
日本的氏，在歷史上，指的是氏族（氏名），包括了源氏、平氏和藤原氏等日本氏族，也就是古时从事某一职业的氏族集团。在現代日本民法中，氏代表了某個人的家族姓氏。
日本政府從2020年1月1日起，在公文書上用「先姓後名」的方式來記載日本人姓名羅馬拼音，這項原則已經過相關部會協商，但民間使用則由各業界各自判斷。除了「先姓後名」的順序，相關部會也確認，如果要明確讓人知道哪個字是姓氏時，那個字羅馬拼音全部使用大寫。例如前首相安倍晉三被寫成Shinzo Abe，未來希望能「正名」為Abe Shinzo。

## 發展歷史
古代日本只有名沒有姓。后来，大和朝廷把日本南部的很多小国统一为一个国家，其统治的基础是氏姓制度。以大和朝廷的天皇为首的，掌握着中央政权的贵族与隶属于朝廷的豪族之间建立了有血缘关系的集团，这些集团称之为“氏”，一个“氏”也就是一个贵族世家。此時的氏并不只限于父系或母系家族，它並非自然的社会集团，而是建立朝廷的中央豪族，以独占或世袭官职，借助朝廷对农民进行统治。因此，这些氏，就按照其职务、领地、居住地来命名，称为“氏名”，如“出云氏”、“忌部氏”、“中臣氏”、藤原氏等。也有氏名来自神名、技艺的，如久米直氏。
後來，大和朝廷为了维护统治秩序，分别给贵族颁赐“臣”（／ Omi）、“連”（／ Muraji）、“君”（君）、“直”（直）、“相臣”（相臣）、“伴造”（／ Tomonomiyatsuko）、“百八十部”（／ Momoamariyasonotomo）、“国造”（／ Kuninomiyatsuko）、“县主”（／ Agatanushi）、“真人”（／ Mahito）、“朝臣”（／ Asomi、Ason）、“宿禰”（／ Sukune）、“忌寸”（／ Imiki）、“道師”（／ Nichinoshi）、“稻置”（／ Inagi）等約30個“姓”（／ kabane）。这种姓是表示地位、门第、职务的称号，相當於爵位，属世袭，是除了皇亲外的贵族用来区分身份地位的标志。大化改新后，因為实施了官位制，此時表示身份地位的姓逐渐失去了意义，在贵族社会便相对于称姓，更多地称氏了。 
从西元9至10世纪（平安时代）起，出现了新的称呼——苗字（苗是分支的意思）。由於社会的发展，原有的氏族分成若干个家族，这些家族一般以其职业、居住地、官职名或以其私有土地的地名的假名相称，这些称呼便成了“苗字”。苗字其实是一个家族从氏族本家分离出去后產生的新的姓氏。此後氏、姓、苗字逐渐融为一体，统称为苗字。
明治維新前日本貴族男子名稱构成要素如下：
- 家名、苗字：相當於氏、郡號、寶號
- 通称、字：相當於別名、字、藝名、官名、法號
- 氏：相當於姓、本姓
- 姓：相當於堂號、門閥、爵位  ，
- 諱、忌名（いみな）：相當於名

与「姓」来源于天皇的赏赐不同，「家名（苗字）」不是天皇所赐，可以由个人自由决定。「家名」的本意指的是一家的名称，经常来源于地名、屋号等等，另外也有一些受主家赏赐的例子，比如著名的羽柴秀吉，其苗字“羽柴”便是来自织田信长的赏赐。至于「通称（字）」和「諱」，则是一个人的名。「諱」是本名，与中国的习惯一样，一般都因避讳不会直接使用，而是转用「通称」称呼。
可见，在明治维新之前，日本貴族男性姓名包括：「家名（苗字）+通称（字）+氏」或「姓+諱」；而武士或平民的姓名构成则为：「家名（苗字）+名」（相当于武士的讳，但平民的场合显然没有避讳一说）。
如織田信長，其完整姓名为“織田彈正忠平朝臣信長”。其中织田为「家名（苗字）」，「彈正忠」为通称（官名），「平」为「氏」，「朝臣」为「姓」，「信长」为「諱」。 又如，德川家康的全名是“德川次郎三郎源朝臣家康”，其中“德川”是“家名（苗字）”，“次郎三郎”是“通称”，“源”是「氏」，而“朝臣”是「姓」，“家康”是「諱」。
此外，因為被認為是天神的后代，而處於賜姓與臣民的社會頂層，所以日本天皇和皇族都是只有名而沒有姓。
日本在1875年《平民苗字必稱義務令》之前只有占人口極少數的貴族、武士才有資格在公開場合使用自己的姓氏，绝大多数人（95%以上）的姓只能在沒有武士等公人在場的私下場合使用。1870年（明治3年），为了徵兵、徵税、制作户籍等的需要，明治天皇颁布了《平民苗字许可令》容许以前不准使用姓氏的平民使用姓氏，但已习惯不稱姓的日本平民对此并不热心，故工作推行缓慢。因此，于1875年（明治8年）明治天皇又颁布了《平民苗字必稱義務令》，规定所有日本人必须使用姓氏，而僧侶等原來沒有姓氏或者忘記姓氏的人則需要創造新姓，稱為「明治新姓」。隨著日本的姓氏數量極速增長，1898年，政府制定了户籍法，每户的姓这才固定下来，不得任意更改。

## 姓氏
因為日本人姓氏的可变性很高（因開創新家業、家族集团分支或收養關係等原因都可以改姓，這也是日本姓氏数目眾多的主要原因）。所以日本姓氏的來源十分複杂，眾說紛紜。一般而言，日本的姓氏可以分為兩類：自古就有的和從平民苗字必稱義務令後創立的。
最常見的姓氏有40多個，其中鈴木、佐藤、田中、山本、渡边、高橋、小林、中村、伊藤、斋藤十大姓佔总人口的10%，有1000多万。使用人數排3600位後的姓氏是極罕見的姓氏。
日本最大的姓氏是佐藤，其來源一說是來源於藤原秀鄉（即藤原家中担任过左衛門尉）的人的后裔。也有指可能是因為日本人普遍希望自己的家族興旺，就像可以擔任公家的藤原氏一樣。相類似的是其他眾多帶有「藤」字的姓氏，寄托了同樣的期望。日本第二大的姓氏是鈴木，和佐藤類似的，來源於古時候的武將的姓氏。
日本人的姓氏來源没有漢族姓氏來得複雜，其中大致可分為從地名、國名、氏名、物象、職業、名、姓氏簡略、轉字、當字、佳字、信仰、外來、佛教、合字、賜姓、商號、皇族宮號、稱謂、由兩姓組合、公家、部民、神道、事件、商業、藝名、敬稱、族名、武家、歸化等，其中以地名姓佔最多：山口、石川、中山、高橋、松阪、橋本、清水、伊東、中村、山本、田中、小林等皆為地名。
在日本，各地的姓氏分布是不一樣的，這和其民族構成有一定的關係。例如在沖繩「與那嶺」比較多，這是因為古時那里是琉球國的緣故，當地本來用漢姓的士族後裔用祖先的封地為苗字，平民就用自己所住的地名作為苗字。而北海道地方「金田一」比較多，這是因為那裡是阿伊努族聚居的地方。

## 名
在古代日本，每個人的名都可以以訓讀來讀出來，但是就顯得十分冗長，於是嵯峨天皇就根據遣唐使菅原清公的進言，把男子名中的兩個漢字變成一字一音，女子的名則變成「～子」，落實使用漢風的名。
由此，把中國傳統的命名習慣引入後，在名以漢文表記的情況下就與中國同樣稱為諱。
日本和中國一樣有真名與靈魂相連的宗教思想。因此在平安時代，武士等人在建立主從或師徒關係時，會向主君或師父提交寫下自己名字的名簿。而因為日本古代女性除了親子關係和夫婦關係以外，很少會有社會的主從關係，因此一般而言，她們的名都會被秘密匿藏，这便造成即使是当时特別活躍的人物，在後世實名不明的情況相當普遍。這就是清少納言、紫式部、菅原孝標女的實名不明的原因（少納言和式部是作為女房的官職名。而孝標女更是直接父親菅原孝標的名創造出來的）。
而在平安時代以後的貴人是以居住的邸宅所在地的地名或官職名等變為自己的通稱，武士等身分低下的人會以太郎、次郎等兄弟出生次序來命名，這種通稱被航為假名。關於假名，在室町時代以後，出現了以官職百官名、東百官為人名的情況，如兵卫、近卫等。此種與諱作區別的通稱作為人名的情況一直持續至明治時代為止。
直到明治，1870年（明治3年）12月22日的太政官宣佈、1871年（明治4年）10月12日的太政官宣佈、1872年（明治5年）5月7日的太政官宣佈，於是官方正式廢止諱和通稱。所有日本國民的戶籍都要以「氏」和「名」來登錄，此前持有多個名（同時擁有諱和通稱）的人可以根據自己的選擇來登錄戶籍的「名」，登錄時沒有婚姻或養子關係的人禁止改名。當時以明治政府高官為例，伊藤博文以諱、板垣退助則以通稱（板垣的諱是正形）來登錄。
現代日本人的名除藝名或化名外，通常由漢字組成，日本皇室的男性成員名多以作結尾，例如明仁天皇，女性成員則多以作結尾，如愛子內親王。一般男性普遍以、等為結尾。女性通常會以、等作結尾。
現代的日本人名選字受常用漢字和人名用漢字的限制，但這兩種漢字中包含了一些不適合用於人名的漢字，如。「惡魔命名騷動」即是符合人名用漢字政策，但名本身不適當的一例。
在傳統上漢字命名以示隆重，但由於二次大戰後戶籍法規規定名可用片假名或平假名登記，所以也有使用本名的藝人如宇多田光、長澤雅美、真鍋香織、澤尻英龍華及澤城美雪等為假名命名的情形。
二戰後也有日本人使用西方人名，但用假名書寫：比如美国联邦参议员丹尼爾·井上（日语：ダニエル・イノウエ）、美国前商务部长诺曼·峰田（日语：ノーマン・ミネタ）以及秘鲁前总统阿尔韦托·藤森（日语：アルベルト・フジモリ）和土屋安娜（日语：土屋 アンナ）等。

### 通字
在日本對於「某人物的諱被使用同一漢字是對這個人物的不敬」的觀念上與中國和朝鮮不同，甚至是相反。
平安時代中期，漢字名使用兩個字的情況變得普遍，在後來的日本，「通字」、「系字」都被家旗代代繼承，先祖的名中的特定文字會被當作諱。在平安後期以後的皇室中，歷代天皇大半會以諱字「仁」來改名。
例子（特別是武家）：
- 伊勢平氏－「盛」
- 房總平氏（上總氏・千葉氏・相馬氏）－「常」、「胤」
- 秩父平氏（畠山氏・河越氏・江戶氏）－「重」
- 三浦氏・和田氏－「義」
- 鎌倉氏（大庭氏・梶原氏・長尾氏）－「景」
- 鎌倉北條氏－「時」
- 伊勢氏－ 「貞」
- 河內源氏－「義」、「賴」
- 足利氏（吉良氏・斯波氏）－「義」、「氏」
足利將軍家使用「義」鎌倉公方家及其後裔古河公方家、喜連川氏使用「氏」
- 畠山氏 (源姓)－「政」、「國」
庶流能登畠山氏使用「義」。
- 細川氏－「元」、「之」、「護」
宗家京兆家使用「元」、「之」。「護」是幕末期以後的肥後細川家所使用。
- 一色氏－「範」、「義」
- 今川氏－「範」、「氏」
- 山名氏－「豐」
- 新田氏－「義」、「氏」
- 佐竹氏－「義」
- 武田氏－「信」
- 小笠原氏・三好氏－「長」
小笠原氏的小倉藩主家使用「忠」。
- 攝津源氏（多田氏・土岐氏・明智氏）－「賴」、「光」、「綱」
- 淺野氏－「長」
- 佐佐木氏（六角氏・京極氏・尼子氏・朽木氏）－「綱」、「高」、「賴」、「久」
- 黑田氏－「長」
- 榊原氏－「政」
- 大江氏（越後北條氏・毛利氏）－「廣」、「元」
- 小田原北條氏－「氏」
- 安東氏（秋田氏・下國氏）－「季」
- 相馬氏－「胤」
- 藤姓足利氏・佐野氏－「綱」
- 小山氏－「政」
- 結城氏－「朝」
- 奥州藤原氏－「衡」
- 上杉氏－「憲」
- 織田氏（津田氏）－「廣」、「定」、「信」、「長」
- 伊達氏－「宗」、「村」
- 井伊氏－「直」
- 德川氏（松平氏）－「忠」、「康」、「家」
- 酒井氏－「忠」
- 本多氏－「忠」、「正」、「重」、「康」
- 河野氏－「通」
- 大內氏－「弘」
- 少貳氏－「賴」、「資」
- 鍋島氏－「直」、「茂」
- 菊池氏－「武」
- 大友氏－「親」
- 島津氏－「久」、「忠」
- 赤松氏－「則」
- 楠木氏－「正」
- 朝倉氏－「景」
- 豐臣氏－「秀」
- 淺井氏－「政」

等。因此「通字」、「系字」文化與避諱先祖名的中國、朝鮮完全不同。
還有在日本，為了讓後代有活躍事績的祖先的能力，會給下一代改與祖先完全一樣的名。例如朝倉孝景、伊達政宗、毛利元春等。

### 偏諱
在古代日本有避開二字名中通字的習慣，這種避諱方式被稱為「偏諱」。

#### 授與偏諱的風習
偏諱不只是要避諱，亦有貴人會向臣下賞賜偏諱的例子，在鎌倉時代至江戶時代非常盛行。
在鎌倉時代，第4代將軍藤原賴經向第5代執權北條時賴、第6代將軍宗尊親王向第8代執權北條時宗（時賴的嫡男）賜予偏諱等，亦有會賜予名後一個字的情況，不過隨著時代演變，主君只會賜予前一個字。
在室町時代，重臣的嫡子等人元服之際，成為烏帽子親的主君會以特別恩惠的象徵來把自身的偏諱賜予元服的人（別稱「一字拜領」）。特別是足利將軍的一字拜領，畠山滿家和細川勝元等守護大名至赤松滿政等近臣都有獲得將軍的一字。漸漸地在武家中，授予偏諱就變成直接主從關係的証明，主君並不會向仕於自己家臣的陪臣授予偏諱。但是這都是初期的事，特別在日本戰國時代以後，陪臣亦被將軍等間接的賜予偏諱。實際上，有馬晴純（義純）在與少貳氏仍有被官關係的情況下被將軍足利義晴授與偏諱而在日後出現問題（《大舘常興日記》天文8年7月8日、同9年2月8日兩條）。另一方面，公家中的近衛家、九條家、二條家等亦獲得將軍的偏諱。
在日本戰國時代至安土時代亦作為外交手段而把一字賜給別家（織田信長→長宗我部信親等）。在桃山時代，豐臣秀吉積極地向大名的兒子賜予「秀」字。例子有結城秀康（家康的次男）、德川秀忠（家康的三男）、宇喜多秀家、毛利秀元、伊達秀宗等。
在江戶時代，主君向家臣授與偏諱的風習相當多。但是獲得將軍家偏諱的家只有德川御三家以外的福井藩（越前松平家福井藩主家）、加賀藩（前田氏）、米澤藩（上杉氏）、仙台藩（伊達氏）等四品持國大名的當主（或世嗣）和二條家等，特別被選中的人物相等於獲得特權，格式得到提高。因此各藩和一族的支藩、分家等當主被賜予偏諱的例子極之稀少。一部份例子有：得到德川家光的「光」字的有德川光圀、德川光友；得到德川家綱的「綱」字的有德川綱重、德川綱吉；得到德川綱吉的「吉」字的有柳澤吉保、德川吉宗；得到德川吉宗的「宗」字的有德川宗春；得到德川家治的「治」字的有德川治濟、上杉治憲；得到德川家齊的「齊」字的有德川齊昭、島津齊彬；得到德川家慶的「慶」字的有德川慶喜、松平慶永等。
女性亦有得到偏諱的例子。這是因為女性得到朝廷官位之際，要在位記寫下諱是必要的。例如北條時政的女兒北條政子（正式是平政子）、近衛前久的女兒前子（中和門院）、豐臣秀吉的正室吉子（高台院）等。
亦有弟弟向哥哥授予偏諱的例子。雖然以長幼為序的情況下應該是哥哥在上，弟弟在下，但是如果哥哥是庶子而弟弟是嫡男的話，這種情況就會逆轉，即弟弟變成哥哥，哥哥變成弟弟。例如室町幕府第6代將軍足利義教的庶子成為僧人的清久在還俗之際被異母弟成為第8代將軍的足利義政授與「政」字而改名為足利政知；水戶藩第4代藩主德川宗堯的庶長子松平賴順被弟弟成為第5代藩主的德川宗翰賜予「翰」字而改名為松平翰鄰。
而且被賜予偏諱的話就不能不使用。例如：
- 被九州的戰國大名大友義鎮（宗麟）授予「鎮」字的蒲池鎮漣以後的子孫、支流（蒲池氏）代代都使用「鎮」字。歌手松田聖子的家系（鎮漣的弟弟統安系）仍然在使用。

- 陶晴賢（日本戰國武將。室町幕府第12代将軍足利義晴→大內晴英（宗麟的實弟，後來改名為大內義長）→陶晴賢）

- 被足利義晴賜予一字的武田信玄（晴信）的家臣一部份都使用「晴」字（山本晴幸（勘助）、秋山晴近（虎繁／信友）、甘利晴吉（昌忠／信忠）、春日虎綱（別名晴昌、晴久）、米倉晴繼等）。（但是實際上有否使用這個名則無法確認。）

- 長尾輝景（日本戰國武將。室町幕府第13代將軍足利義輝→上杉輝虎（謙信）→長尾輝景）

- 德川慶喜家歷代當主（江戶幕府第12代將軍德川家慶→德川慶喜（同第15代將軍，初代）→第2代德川慶久→第3代德川慶光→第4代德川慶朝）

- 京極氏的通字

由此可見，根據以上例子，前述的「漸漸地在武家中，授予偏諱就變成直接主從關係的証明，主君並不會向仕於自己家臣的陪臣授予偏諱」這種原則在日本戰國時代以後就不再適用。

##### 天皇、皇室
大臣、貴族向部下與授偏諱的例子有很多，而天皇進行此事的例子卻是很少。後醍醐天皇（諱「尊治」）向足利尊氏與授偏諱這個例子是極之罕見的事。